# Haploclastus
Haploclastus is een geslacht van spinnen uit de familie vogelspinnen (Theraphosidae).

## Soorten
De volgende soorten zijn bij het geslacht ingedeeld:
- Haploclastus cervinus Simon, 1892
- Haploclastus kayi Gravely, 1915
- Haploclastus nilgirinus Pocock, 1899
- Haploclastus satyanus (Barman, 1978)
- Haploclastus tenebrosus Gravely, 1935
- Haploclastus validus (Pocock, 1899)